# كازو كوباياشي
كازو كوباياشي هو غطاس ياباني، (و. 1908  م).

## وصلات خارجية
- كازو كوباياشي على موقع أوليمبيديا (الإنجليزية)